# جورج دنیل
جورج دنیل (انگلیسی: Gregory Daniel؛ زادهٔ ۸ نوامبر ۱۹۹۴) دوچرخه‌سوار اهل ایالات متحده آمریکا است.
از باشگاه‌هایی که در آن بازی کرده‌است می‌توان به تیم ترک-سگافردو اشاره کرد.